# Јирген Прохнов
Јирген Прохнов (енгл. Jürgen Prochnow; рођен 10. јуна 1941. Берлин) или Јирген Прохноу, немачко-амерички је позоришни, филмски и ТВ глумац.
Његове најпознатије улоге су као капетан подморнице у филму Подморница, војвода Лето Атреид у Дина и негативац Максвел Дент у Полицајац са Беверли Хилса 2, онда Бела сезона суше, У устима лудила, Судија Дред, Енглески пацијент, Председнички авион, Да Винчијев код, Украдени живот, поред многих.